# Falcons Flight
Falcons Flight serà una muntanya russa d'acer situada al parc d'atraccions Six Flags Qiddiya, formant part del megaprojecte Qiddiya a Riad, Aràbia Saudita. Un cop oberta, es preveu que es converteixi en la muntanya russa de més alçada, la més ràpida, i la més llarga del món.

### Concepció de l'atracció
El 7 d'abril de 2017, el príncep hereu Mohammed bin Salman va anunciar oficialment el megaprojecte Qiddiya, una destinació d'entreteniment, esport i cultura dissenyada per diversificar l'economia de l'Aràbia Saudita com a part de la iniciativa Saudi Vision 2030. Ja en el moment de l'anunci, es va incloure la participació de l'empresa de parcs temàtics Six Flags, que en aquell moment també estava desenvolupant altres parcs internacionals a Dubai i la Xina.
Els detalls del parc Six Flags Qiddiya es van anunciar el 26 d'agost de 2019, amb la previsió d'obrir el parc a principis del 2023. Ja en l'anunci es va incloure Falcons Flight, una muntanya russa d'acer que es preveu que superarà els rècords mundials de la muntanya russa més alta, més ràpida i més llarga del món. Un vídeo animat publicat, mostra una representació teòrica del disseny de Falcons Flight que inclou els penya-segats propers al parc en el seu traçat, així com interactuar amb el circuit de curses de F1 previst de construir en el terreny. El vídeo va generar alguns dubtes, a causa d'una física poc realista.

### Construcció
La construcció es va dur a terme simultàniament amb la del parc. Per a tot el conjunt Six Flags, Qiddiya Investment Company (QIC) va adjudicar un contracte conjunt de 3.750 milions de SAR (998,2 milions de dòlars) el desembre de 2021 a Bouygues Bâtiment International i Saudi Almabani General Contractors. El setembre de 2022, Intamin va buscar contractar un gestor de projectes "amb seu a Riad durant uns 2 anys (possiblement més)".  La fabricació de l'atracció va tenir lloc a Stakotra Manufacturing a Piešťany, Eslovàquia . 
Les primeres peces de via i suports es van col·locar l'abril de 2023 a la zona de l'estació i del pas de frens.  La instal·lació va continuar per fases durant el següent any i mig, amb la construcció del primer turó de llançament i després del gir final. La part superior del turó – la secció independent més alta de la muntanya russa – es va col·locar l'abril de 2024.  Intamin va anunciar el desembre de 2024 que unes setmanes abans, la peça final de la via s'havia col·locat a la part superior del desnivell, just a la vora del penya-segat.

### Estadístiques
Falcons Flight té prevista una llargada de 4,250 metres i es creu que arribarà a una velocitat màxima de 250 km/h. La muntanya russa utilitza els penya-segats naturals propers al parc per assolir una altitud màxima de 195 metres i una caiguda de 160 metres, mentre que el turó independent més alt fa 163 metres des del nivell del terra i presenta una caiguda de 158 metres.
La muntanya russa funcionarà amb sis trens, cadascun dels quals tindrà catorze passatgers repartits en quatre vagons en files de dos; el vagó davanter només té una fila, mentre que els altres en tenen dues cadascun.  L'estació de Falcons Flight tindrà una zona de càrrega doble, amb dues vies i plataformes separades per augmentar el rendiment.

Falcons Flight utilitza tres llançaments de motor síncron lineal (LSM), cadascun dels quals impulsa el tren a velocitats seqüencialment més altes. El segon llançament que puja pel penya-segat accelerarà els passatgers a poc més de 160 km/h, mentre que el llançament final en el descens ajuda el tren a assolir el màxim de 250 km/h de velocitat màxima prevista. Els llançaments estan formats per més de 700 mòduls LSM, aproximadament sis vegades la quantitat utilitzada a VelociCoaster a Universal Islands of Adventure, una altra muntanya russa llançada construïda per Intamin.

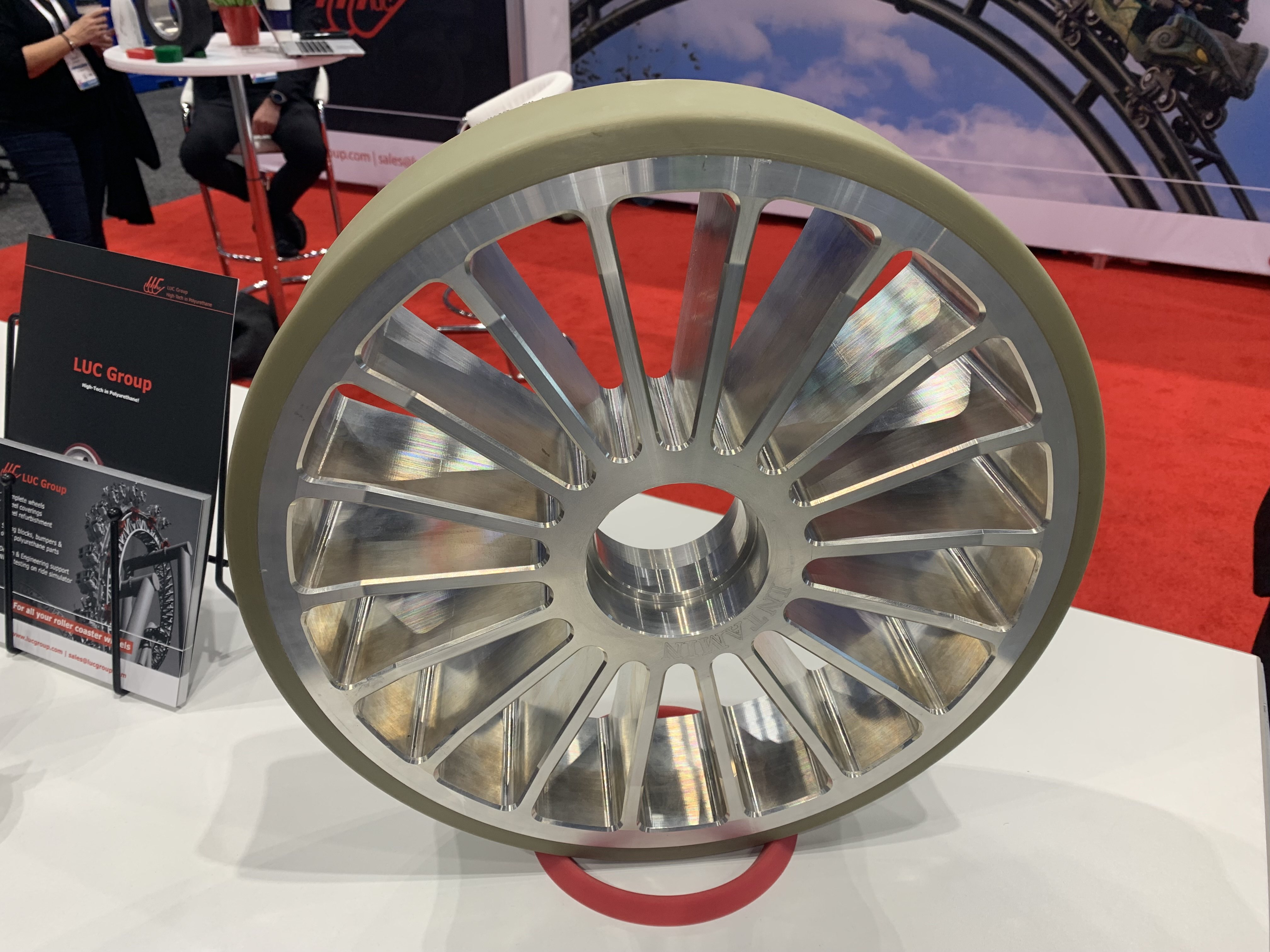
Una roda personalitzada fabricada per LUC Group per a Falcons Flight

### Disseny
Falcons Flight – batejat per Intamin com una muntanya russa 'Exa Coaster' – ha estat dissenyada per suportar tant les altes velocitats com el dur clima àrid. Per a més comoditat, els trens compten amb barres de seguretat i parabrises corbats gegants per vagó, que protegeixen els passatgers de la sorra que hi pugui haver a l'aire a altes velocitats. Els trens estan completament mecanitzats sense soldadura i inclouen llantes dissenyades específicament per millorar la refrigeració. Les rodes van ser dissenyades a mida per al projecte, i mesuraven 16 polzades (41 cm) de diàmetre i estant entre les més grans mai destinades a una muntanya russa (tot i que lleugerament més petites que les que es troben a Top Thrill 2 a Cedar Point ). Els trens de Falcons Flight també inclouen trenta-cinc mòduls de llum programables i controlables individualment, cosa que permet una millor visibilitat dels espectadors a la nit.